# Júlia Soares
Júlia Soares, née le 23 août 2005 à Curitiba au Brésil, est une gymnaste artistique brésilienne, membre de l'équipe nationale brésilienne de gymnastique.
Júlia Soares fait ses débuts internationaux seniors aux Championnats panaméricains de 2021, où elle participe à la médaille d'or par équipe pour le Brésil ; elle remporte également une médaille de bronze individuelle à la poutre.
Elle y présente une nouvelle figure, une position en chandelle avec une demi-vrille à l'équilibre sur la poutre, figure qui porte maintenant son nom dans le code de pointage.
Júlia Soares remporte avec l'équipe brésilienne la médaille d'argent aux Championnats du monde de gymnastique artistique 2023 et la médaille de bronze aux Jeux olympiques d'été de 2024 à Paris.

## Biographie

### Jeunesse
Júlia Soares prend le goût de la gymnastique en regardant et imitant sa sœur aînée ; elle est inscrite à l'âge de quatre ans. Son modèle en gymnastique est sa compatriote gymnaste artistique brésilienne Daniele Hypólito.

### Carrière junior
Júlia Soares participe en avril 2018 au Trophée de la ville de Jesolo en Italie, contribuant à la septième place du Brésil. Elle remporte ensuite l'or au concours général et à la poutre aux Championnats du Brésil. Elle devient en octobre 2018 championne d'Amérique du Sud junior à la poutre. Aux Championnats juniors du Brésil, elle se classe troisième au concours général et remporte la médaille d'or à la poutre, ainsi que l'argent au saut, aux barres asymétriques et au sol.
En 2019, Júlia Soares se classe cinquième au concours général des championnats brésiliens d'athlétisme et remporte la médaille de bronze à la poutre et aux finales d'exercices au sol dans un groupe de concurrents mixtes juniors et seniors. Julia Soares est alors sélectionnée dans l'équipe brésilienne pour les championnats du monde juniors 2019. Elle se classe 15e au concours général individuel et participe à la septième place de l'équipe brésilienne sur 29 équipes. Elle se qualifie aussi pour la finale de la poutre, où elle termine septième. Júlia Soares participe ensuite aux Championnats du Brésil, devenant la championne du Brésil junior au concours général ainsi qu'à la poutre et aux exercices au sol.
Aux Championnats juniors d'Amérique du Sud en 2019 à Cali en Colombie, Júlia Soares remporte la médaille de bronze au concours général, la médaille d'argent à la poutre, l'or au sol et participe à la deuxième place de l'équipe brésilienne derrière l'Argentine. Elle termine sa saison 2019 en remportant quatre médailles d'or aux Championnats juniors brésiliens.

### Carrière senior
Julia Soares commence à concourir en tant que senior en 2021. Aux Championnats panaméricains de 2021 qui se tiennent à Rio de Janeiro, elle participe à la victoire du Brésil qui remporter la médaille d'or lors de la finale par équipes et elle remporte également une médaille de bronze individuelle lors de la finale à la poutre. À cette occasion, Julia Soares exécute une figure en chandelle avec une demi-vrille sur la poutre, qui porte ensuite son nom dans le code de pointage, car elle est la première gymnaste à réussir cet exercice lors d'une compétition organisée par la Fédération internationale de gymnastique (FIG),.
Aux Championnats panaméricains de 2022, Julia Soares participe à la victoire collective de l'équipe brésilienne pour remporter l'or et elle se qualifie pour les championnats du monde à Liverpool. En septembre, elle participe aux Jeux sud-américains, où elle remporte quatre médailles d'or : de nouveau la médaille d'or en finale par équipes et individuellement au concours général, à la poutre et aux exercices au sol. Elle remporte aussi en 2022 la Coupe de monde de Bakou en exercices au sol.

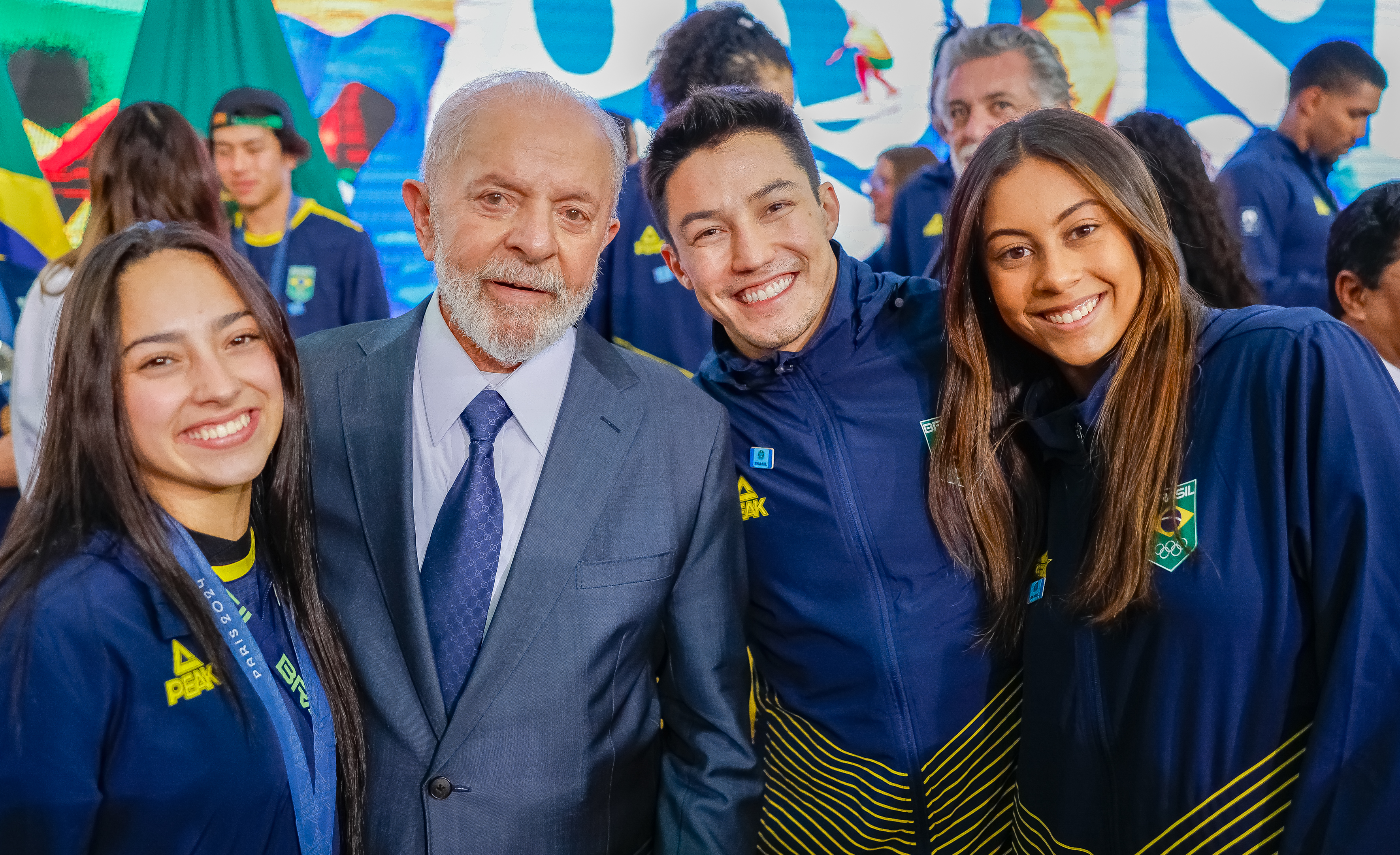
Aux Jeux olympiques de Paris en 2024, à gauche, à côté du président Lula.

Au DTB Pokal de Stuttgart en 2023, Soares remporte la médaille d'or aux exercices au sol. En octobre suivant, Júlia Soares participe aux Championnats du monde avec ses coéquipières Rebeca Andrade, Jade Barbosa, Lorrane Oliveira et Flávia Saraiva. L'équipe termine deuxième et remporte la médaille d'argent derrière les États-Unis — c'est la première médaille collective du Brésil dans l'histoire du Championnat du monde,. Le même mois, Júlia Soares participe aux Jeux panaméricains, où l'équipe brésilienne remporte de nouveau l'argent derrière les États-Unis. Individuellement, elle termine quatrième à la finale au sol.
Aux Jeux olympiques d'été de 2024 à Paris, Júlia Soares remporte la médaille de bronze avec l'équipe brésilienne lors de la finale du concours général par équipes, aux côtés de Rebeca Andrade, Jade Barbosa, Lorrane Oliveira et Flávia Saraiva. C'est la première médaille olympique par équipe en gymnastique pour le pays. Selon Simon Keller, Júlia Soares « symbolise la nouvelle vague de gymnastes talentueuses d'Amérique du Sud qui font sensation dans le monde entier ».

## Figures portant son nom
| Appareil | Nom    | Description                 | Difficulté | Ajouté au code de notation      |
| -------- | ------ | --------------------------- | ---------- | ------------------------------- |
| Poutre   | Soares | chandelle avec demi-torsion | C          | Championnats panaméricains 2021 |

## Palmarès
| Année                          | Compétition                                          | Par équipe         | AA                 | SC                 | BA                 | Pou                | Sol                |
| Junior                         | Junior                                               | Junior             | Junior             | Junior             | Junior             | Junior             | Junior             |
| ------------------------------ | ---------------------------------------------------- | ------------------ | ------------------ | ------------------ | ------------------ | ------------------ | ------------------ |
| 2018                           | Trophée de la ville de Jesolo                        | 7                  | 34                 |                    |                    |                    |                    |
| 2018                           | Championnats du Brésil                               |                    | Médaille d'or      | Médaille de bronze | Médaille d'argent  | Médaille d'or      |                    |
| 2018                           | Championnats événementiels du Brésil                 | Médaille d'argent  |                    |                    | 5                  | Médaille de bronze | 5                  |
| 2018                           | Championnats d'Ammérique du Sud junior               | Médaille d'or      |                    |                    | Médaille de bronze | 4                  | Médaille d'or      |
| 2018                           | Championnats du Brésil junior                        |                    | Médaille de bronze | Médaille d'argent  | Médaille d'argent  | Médaille d'or      | Médaille d'argent  |
| 2019                           | WOGA Classic                                         |                    | 7                  |                    |                    |                    |                    |
| 2019                           | Championnats du Brésil                               |                    | 5                  |                    |                    | Médaille de bronze | Médaille de bronze |
| 2019                           | Championnats du monde junior                         | 7                  | 15                 |                    |                    | 7                  | R1                 |
| 2019                           | Championnats du Brésil                               | Médaille d'or      | Médaille d'or      | Médaille de bronze | Médaille d'argent  | Médaille d'or      | Médaille d'or      |
| 2019                           | Championnats d'Amérique du Sud                       | Médaille d'argent  | Médaille de bronze |                    |                    | Médaille d'argent  | Médaille d'or      |
| 2019                           | Championnats du Brésil junior                        |                    | Médaille d'or      |                    | Médaille d'or      | Médaille d'or      | Médaille d'or      |
| Senior                         |                                                      |                    |                    |                    |                    |                    |                    |
| 2021                           |                                                      |                    |                    |                    |                    |                    |                    |
| Championnats panaméricains     | Médaille d'or                                        |                    |                    |                    | Médaille de bronze |                    |                    |
| Championnats du Brésil         | Médaille d'argent                                    | 4                  |                    | 6                  |                    | Médaille d'or      |                    |
| Championnats d'Amérique du Sud | Médaille d'or                                        | Médaille d'or      |                    | Médaille de bronze | Médaille d'or      | Médaille d'or      |                    |
| 2022                           | Coupe du monde de Bakou                              |                    |                    |                    |                    |                    | Médaille d'or      |
| 2022                           | Gymnasiade                                           | 4                  | 6                  |                    |                    | 7                  | 6                  |
| 2022                           | Championnats panaméricains                           | Médaille d'or      |                    |                    |                    |                    | 6                  |
| 2022                           | Championnats du Brésil                               | Médaille d'argent  | Médaille de bronze |                    | 6                  | Médaille d'argent  | Médaille de bronze |
| 2022                           | Jeux d'Amérique du Sud                               | Médaille d'or      | Médaille d'or      |                    |                    | Médaille d'or      | Médaille d'or      |
| 2022                           | Championnats du monde de gymnastique artistique 2022 | 4                  |                    |                    |                    |                    |                    |
| 2023                           | DTB Pokal Team Challenge                             | 9                  |                    |                    |                    | 4                  | Médaille d'or      |
| 2023                           | Trophée du Brésil                                    |                    |                    |                    |                    | Médaille d'or      | Médaille d'or      |
| 2023                           | Championnats panaméricains                           | 5                  | 7                  |                    | 12                 | 8                  | 8                  |
| 2023                           | Championnats du Brésil                               | Médaille d'argent  | Médaille d'argent  |                    | 6                  | Médaille de bronze | Médaille d'argent  |
| 2023                           | Championnats du monde de gymnastique artistique 2023 | Médaille d'argent  |                    |                    |                    |                    |                    |
| 2023                           | Jeux panaméricains                                   | Médaille d'argent  |                    |                    |                    |                    | 4                  |
| 2023                           | Arthur Gander Memorial                               |                    | Médaille d'or      |                    |                    |                    |                    |
| 2023                           | Coupe de Suisse                                      | Médaille de bronze |                    |                    |                    |                    |                    |
| 2024                           | Coupe du monde de Bakou                              |                    |                    |                    |                    | 5                  |                    |
| 2024                           | Trophée de la ville de Jesolo                        | Médaille d'argent  |                    |                    |                    |                    | Médaille d'or      |
| 2024                           | Trophée du Brésil                                    |                    |                    |                    |                    | Médaille d'argent  | 6                  |
| 2024                           | Gymnastique aux Jeux olympiques d'été de 2024        | Médaille de bronze |                    |                    |                    | 7                  | R2                 |
| 2024                           | Championnats du Brésil                               | Médaille d'argent  | Médaille d'or      |                    | AB                 | AB                 | AB                 |